# Бастиан, Петер
Питер Бастиан (25 августа 1943, Копенгаген — 27 марта 2017, Арресё) — датский музыкант фаготист, и мультиинструменталист и автор книг.

## Биография
Он получил образование в области теоретической физики и классического фагота.
Член датского квинтета ветра Den Danske Blæserkvintet и датской группы Bazaar.
В 1998 году он был посвящён в рыцари в Ордена Даннеброга.
Похоронен на кладбище Ассистенс в Копенгагене.